# Замок Ледниці
Замок Ледніце (чеськ. Zámek Lednice, нім. Schloss Eisgrub) — неоготичний замок в Південній Моравії, розташований в 50 км на південь від Брно на самому кордоні з Австрією.  У 1996 році весь культурний ландшафт Ледніце-Вальтіце, в який входить і замок в м. Ледніце, був занесений до списку культурної спадщини ЮНЕСКО. 
Літня резиденція роду Ліхтеншейнів. 

## Історія
Селище Леднsце вперше згадується в літописах за 1222 рік.   Місцеві вельможі Адамар і Ліперт спорудили невелику фортецю, яка повинна була охороняти міст через річку Диє. В історичних документах, що стосуються цього замку, з 1222 до 1414 рр. зустрічається німецька назва Eissgrube (Айсгруб), тобто «крижана яма, льодовик». З 1412 року замок стали називати Ледніце,  завдяки річці Диє і її вічно холодним водам.
У 1249 році король Чехії Вацлав I надав невелику фортецю в користування австрійському дворянину Зігфріду Сироті.  У 1332 р. поселення перейшло представникам роду Ліхтенштейнів, яким Ледніце і належало до кінця Другої світової війни.
Уже в XVI столітті (при Хартманн Ліхтенштейні) середньовічна фортеця була знесена, і її замінив замок в стилі ренесанс. В цей же час Ледніцький замок був об'єднаний в один комплекс з сусіднім Валтіцьким замком, який Ліхтенштейни купили в 1395 р.  У період Тридцятирічної війни (з 1618 по 1648 рік) замок серйозно постраждав від нападів шведських військ. 
Все це змусило Ліхтенштейнів після закінчення війни провести масштабну реконструкцію всього комплексу - знищені об'єкти були повністю відбудовані і перетворені в барокову резиденцію. Реконструкція тривала до 1730 р.,  над проєктом працювали відомий архітектор Йоган Бернгард Фішер фон Ерлах, а згодом — Доменіко Мартінеллі з Лукки — від цього проєкту в незайманому вигляді залишилися лише крило замку, в якому розташовувалися стайні й манеж. Тоді ж у замковому комплексі між двома резиденціями був заснований величезний парк.
У другій половині XVIII століття була проведена нова реконструкція замку, і в 1815 р. були усунені його бічні крила. У 1837 році князь Алоїз II успадкував замок Ледніце. Князь провів багато часу в Англії і бачив, як аристократія може закріпити свої позиції в суспільстві, де править буржуазія. У той час модним віянням в будівництві стала неоготика. У 1848 році князь Ліхтенштейн вирішив перебудувати свою садибу Ледніце в неоготичному стилі. 

Свій сучасний вигляд замок отримав після перебудови в неоготичному стилі тюдорського типу у 1846 — 1858 роках.  Автором проєкту тоді був віденський архітектор Георг Вінгельмюллер. Він залишив неушкодженими барокові стіни замку, однак заново обробив фасади, доповнивши їх різними елементами - балкончиками, арками, колонами, башточками. Цей же стиль підтримується і в інтер'єрах.  Тоді князь Алоїз II Ліхтенштейн вирішив, що Відень не підходить для проведення в ній літніх урочистостей, і наказав переробити Ледніце в представницьку резиденцію. 
Вінгельмюллер тому й відвідав Англію, де познайомився з неоготичними замками і використовував їх як зразок свого проєкту. Ця перебудова перетворила замок Ледніце, як часто говорять, у «романтичне чудо Чехії» або «неоготичну перлину Чехії».
Після Другої світової війни Ліхтенштейни були змушені через звинувачення в зв'язках з фашистами емігрувати, вивізши при цьому більшість цінних речей із замку.  Під управлінням Ліхтенштейнів замок залишався аж до націоналізації в 1945 році.   З цього року замок є власністю держави,  і керує ним Міністерство культури Чеської Республіки за допомогою Національного інституту пам'яток. 

## Архітектура і внутрішнє оздоблення
Всі зали замку мають власну назву, які повністю відповідають його оформлення. 
Спочатку замок був побудований в стилі Ренесанс. У XVII столітті він був перебудований і набув рис, характерних стилю бароко і неоготики. Сьогоднішній вигляд замок набув після масштабної реконструкції в XIX столітті в стилі, що імітує неоготику,  ставши яскравим представником неоготичного англійського стилю. 

## Пальмова оранжерея
У 1843 - 1848 роки будувалася пальмова оранжерея, що є найстарішою спорудою цього типу в Європі. У ній можна оглянути колекцію тропічної і субтропічної флори.  В оранжереї ростуть фінікові і бананові пальми, які навіть дають урожай.  Оранжерея в довжину 92 метрів, шириною в 13 метрів і висотою 10 метрів. 

## Манеж
У 1843—1848 роках був за проєктом Йогана Бернарда Фішера фон Ерлаха побудований гігантський комплекс стайні з манежами, завершений Мартінеллі. Нині це найстаріша збережена частина замку.

## Екскурсійні маршрути
- 1-й екскурсійний маршрут

Триває 50 хвилин. Пропонує побачити парадні зали на першому поверсі замку, що служили для проведення світських заходів, танців і балів, а саме вестибюль, мисливський салон, ванну, передпокій, синю кімнату, дамську спальню, китайську кімнату і кабінет, лицарський зал, їдальню, бібліотеку, бірюзовий зал для прийомів, червоний курильний салон і синій зал для танців. 
- 2-й екскурсійний маршрут

Триває 50 хвилин. Під час цього маршруту можна побачити князівські апартаменти на другому поверсі замку. Замкові покої служили князівської сім'ї до 1945 року. Починаючи з 50-х рр. XX століття і до 2001 року в цих приміщеннях виставлялися експонати сільськогосподарського музею. З 2001 року знову відкритий екскурсійний маршрут з справжніми предметами, виставленими на основі документів того часу. 
- 3-й екскурсійний маршрут

Триває 50 хвилин. Відвідувачам пропонується огляд дитячих кімнат князів і княгинь і Музей ляльок. У першій частині маршруту відвідувачі побачать мебльовані кімнати князів і князівен Ліхтенштейну. Друга частина екскурсії пропонує можливість відвідати музей ляльок Мілана Кніжака, що був найбільшою приватною колекцією історичних ляльок в Чехії. 